# Arianna Vanderpool
Arianna Vanderpool (Bahamas, 4 de marzo de 1990) es una nadadora de Bahamas especializada estilo libre. Fue campeona de Centroamérica y del Caribe en los XXI Juegos Centroamericanos y del Caribe de 2010.
 Perteneció al equipo de la Universidad de Auburn, los Auburn Tigers.

## Trayectoria
La trayectoria deportiva de Arianna Vanderpool se identifica por su participación en los siguientes eventos nacionales e internacionales:

### Juegos Centroamericanos y del Caribe
Fue reconocido su triunfo de ser la primera deportista con el mayor número de medallas de la selección de  Bahamas 
en los juegos de Mayagüez 2010.

#### Juegos Centroamericanos y del Caribe de Mayagüez 2010
Su desempeño en la vigésima primera edición de los juegos, se identificó por ser la quincuagésima octava deportista con el mayor número de medallas entre todos los participantes del evento, con un total de 6 medallas: